# 宮城ライブ 〜明日へのマーチ!!〜
『宮城ライブ 〜明日へのマーチ!!〜』（みやぎライブ あすへのマーチ）は、桑田佳祐のライブ・ビデオ。2011年11月16日にDVDで、2011年11月23日にBlu-ray Discで発売。発売元はタイシタレーベル / ビクターエンタテインメント / SPEEDSTAR RECORDS。

## 背景
2011年9月10日から9月11日にかけてセキスイハイムスーパーアリーナにて、敢行されたライブ「桑田佳祐 宮城ライブ 〜明日へのマーチ!!〜」を映像化した作品。
当ライブの本公演及びDVD・Blu-rayと同年に発売されたシングル「明日へのマーチ/Let's try again 〜kuwata keisuke ver.〜/ハダカ DE 音頭 〜祭りだ!! Naked〜」及び初回限定盤封入の「明日へのレインボータオル」の収益の一部が東日本大震災における被災地復興支援活動への義捐金として日本赤十字社及び地方公共団体に対して寄付される。

## 批評
サザンオールスターズのファンを公言しているサンドウィッチマンの伊達みきおや声優の山寺宏一などの東北出身の著名人がこのライブのDVDを購入・観賞したことを公言している。特に伊達が公言したブログの記事に関しては『桑田佳祐のやさしい夜遊び』（TOKYO FM）2012年3月10日放送分で紹介され、桑田や原由子にも知られることになった。桑田は同年の全国ツアー『I LOVE YOU -now & forever-』セキスイハイムスーパーアリーナ公演でも前述の記事に言及した。伊達はブログの読者からのコメントを通してこのことを知っており、桑田と教えてくれた読者に感謝する発言を行った。
震災から10年後の宮城県を舞台にした2021年の映画『護られなかった者たちへ』の制作スタッフがこのライブを観覧しており、「故郷」「月光の聖者達」でのパフォーマンスに感銘を受けたことが明かされている。この体験が同映画の主題歌を桑田にオファーし、結果的に「月光の聖者達」が使用されることが決まったきっかけにもなっている。

## ライブ

### スケジュール
- 2011年9月10日・9月11日 セキスイハイムスーパーアリーナ

### エピソード

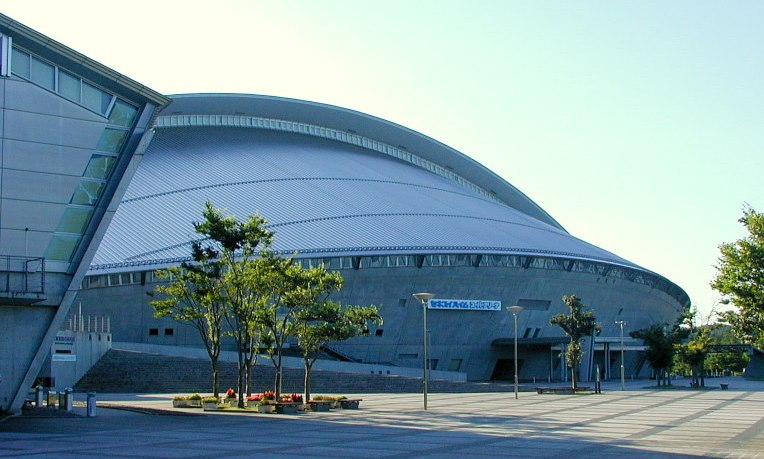
会場のセキスイハイムスーパーアリーナ
（宮城県総合運動公園総合体育館）

東日本大震災が発生した2011年3月11日に、桑田佳祐・原由子夫妻やバンドメンバー・スタッフは特番の追加収録をするために東京のNHKのスタジオにいた。直接的な被災はしなかったが、収録は取りやめとなり、桑田は次々と入る悲惨なニュースに心を痛めた。前年に食道がんで入院し手術を受け復帰したこともあって、当たり前の暮らしや人の命の大切さを痛感していた矢先の出来事であり、なおさら胸に沁みたという。震災から一週間が過ぎた3月19日に放送された自身のラジオ番組『桑田佳祐のやさしい夜遊び』（TOKYO FM）ではギター弾き語りで「希望の轍」を歌い、番組の最後には「日本の国民のみなさんは素敵で優しい人たちだと思う。この国に生まれて良かったなと思います」「今この時こそみんなの力を信じる」と発言して被災者を励ました。
桑田が発起人となり、所属する芸能事務所アミューズのタレント・俳優・ミュージシャンが集い「チーム・アミューズ!!」の名義で東日本大震災の復興支援チャリティーソング『Let's try again』が発売された後、2011年5月28日に桑田・原夫妻は宮城県を訪れ、地元民の案内により、仙台空港や名取市閖上地区を視察し、前者の活気を取り戻している様子と、後者の悲惨な状況を目の当たりにし、復旧に尽力した人々に対しての感動を覚え、犠牲者を追悼した。そして、同日放送の『桑田佳祐のやさしい夜遊び』をエフエム仙台から生放送した。その際に桑田が「仙台でライブをやりたい」という意向を発言した。また、同日には地元のイベンターとも接触し、後述したお祭りを模した演出やコンセプトなどをやりたいというこのライブ全体につながる構想を語っていたことがのちに原によって明かされている。DVDに収録されているインタビューでは、被災者の苦しみなどの現実と前向きな表現とのギャップや、「自分の故郷がなくなったらどうなっちゃうんだろう」といった葛藤を述べつつ、桑田にとってのこのライブの大きなキーワードが「故郷」であったことを明かしている。実際のライブでも「月光の聖者達」の前に文部省唱歌「故郷」がハーモニカで演奏され、MCでも「あの震災以来なんか、日本がというか、日本中が故郷みたいだなと思った人も多いと思うんですけども」としみじみと語り、会場がある宮城県を「故郷仙台」と称えたのみならず、ライブビューイングが行われた福島県・岩手県のことも「故郷福島でも、故郷岩手でもみんな見てくれてると思いますが、（当時の時点で）一番新しい曲を聴いてください」と述べて慮ったうえで「明日へのマーチ」を歌っている。
桑田によると、当時は震災の余波から自粛ムードなどが続いていたり、会場であるセキスイハイムスーパーアリーナが一時的に遺体安置所として使用され、メインアリーナのコンサート会場としての利用を再開して最初のコンサートだったこともあって、ビッグバンド形式でスタンダードナンバーを歌うなどの普段とは違うスタイルで行うことも検討されたが、結論としてこのライブで大切にすべきことは、ライブをやっている時間帯だけでも辛いことを忘れて観客が大いに「浮かれて」くれることと思うようになったといい、そこから「お祭り」といったコンセプトに決まり、スタッフから「不謹慎（エロティックなパフォーマンスのこと）もちょっとぐらいはいいんじゃないの、普段通りの桑田でいいんじゃないの」という説得もあったことを述べ、通常通りのエロティックな楽曲を含めたパフォーマンスを行い、観客もそれらを受け入れ歓声が上がった。ただし、亡くなった方々に対する弔いの気持ちを表現することは当然必要なこととし、本番前日には地元の宮司を招いて安全祈願が行われ、すべての出演者やスタッフが参加し、犠牲者への慰霊と被災地の復興やライブの成功の祈願がされ、イベンターと相談した結果、会場周辺に『虹の広場』という縁日を模した広場が設置されたり、ライブ冒頭で犠牲者に黙祷を捧げる、随所で東北・宮城に関連する楽曲を歌唱する、バックモニターに日の丸を投影する、後述したパブリックビューイングが行われた宮城県・福島県・岩手県および対象外だった青森県・秋田県・山形県といった東北の県名を叫びエールを送るなどのような東北および日本を励まし応援する一幕もあった。また、「東北の方々に少しでも多く参加していただければ」「多くの東北の方にご覧いただく方法がないものか」といった意向で東北エリアを対象としたチケットの先行販売や宮城県・福島県・岩手県の映画館でパブリックビューイングが行われ、後者に関しては抽選での無料招待という形をとった。本公演はスペシャルサイトなどでは「チャリティーライブ」「復興支援ライブ」と位置付けられたが、桑田本人は「おこがましい」という理由からあえてこうした表現をせず、代わりに「みんなで元気になろうぜ!!の会」と位置付けていた。またこの言葉は同年の年越しライブのタイトルにもなった。
会場周辺に設置された『虹の広場』は、一面が桑田を普段から支えている全国の関係者からチャリティとして寄贈された提灯で飾られ、出店は宮城・福島・岩手から集まり、津波で甚大な被害を受けた店も参加し、全国からの支援に対する感謝の気持ちを込め、この日のために腕を振るった。また、サポートミュージシャンとして東北各地から集まった演奏家と“宮城ライブスペシャルフィルハーモニー交響楽団”が結成されるなど、本編にも東北各地からの協力が得られた。『虹の広場』は翌年の全国ツアー「I LOVE YOU -now & forever-」宮城公演や、2013年のサザンオールスターズのスタジオアムツアー「灼熱のマンピー!! G★スポット解禁!!」の宮城公演でも設置された。桑田が食道がんを克服してから最初の大規模なライブであったため、詫びの言葉を述べて観客に土下座をしたり、当時の病状などを「キャンサー・オブ・ダイニングキッチン」といった駄洒落を交えて述べたりする一幕もあった。エロティックな楽曲の一つである「ハダカ DE 音頭 〜祭りだ!! Naked〜」については桑田が「『虹の広場』で雰囲気を作ってくれたので自然に演奏できた」と述べている。公演終了後には『虹の広場』周辺で本公演のスタッフが用意した花火が打ち上げられた。当初桑田はこの演出に関しては迷っていたが、スタッフの説得で行うこととなった。桑田は後に上記の一連の出来事について「99％はスタッフや地元（東北）の人がやってくれたこと」として、感謝の言葉を述べていた。
本公演の開催と前後して「サザンの歌を聴いて励まされ、これからも頑張ります」「桑田さんもご病気をされて、大変でしたね。私たちはサザンを待ちますから無理しないでください。いつまでも待っています」といった内容の手紙が震災被災者から多く届いており、桑田は「ありがたいと同時に、奮い立たされる。すごく大きな力になった」と語っている。また、このことが2013年のサザンオールスターズの活動再開のきっかけの一つになった。サザンとして活動を再開してからも、自然災害や疫病の発生に伴う社会的貢献を音楽活動を通して度々行い、被災地やファンを元気づけており、桑田の率先した行動力はソロ・サザンを問わず多くのライブの舞台監督を担当している南谷成功から高く評価されている。
宮城ライブ以後も宮城県を中心に被災地を訪れ、震災で大きな被害を受けた宮城・福島・岩手の復興への願いを込め、前述した会場にソメイヨシノを3本植樹したり、ライブ活動を積極的に行っている。震災から10年後の2021年3月11日付の河北新報では桑田のインタビューが掲載され、震災当時に行ったチャリティー活動や自身の体調およびこのライブを振り返ると同時に「音楽人として東北に向き合うことが、プライオリティー（優先順位）だと思っています」「『東北復興世代』と言うのでしょうか、東北復興のために活動するというのが、われわれの年代、世代にとっての第一のプライオリティーだと思っています」「グランディは忘れられない、大切な場所になった気がする」「新型コロナウイルスの収束を鑑みながら東北に通い、皆さんの前でまたライブをしたい。いつか本当の意味での復興ライブをやれたらいい」と今後も被災地支援に力を注ぐ旨を発言をしている。

## チャート成績
2011年11月28日付のオリコン週間DVDランキングで初週3.8万枚を売り上げて、ミュージック部門1位（総合3位）を獲得した。

## 収録曲

### 共通
※DVD版では本編がDisc.1、アンコールからDisc.2となる。
1. OPENING
2. 青葉城恋唄（さとう宗幸）
3. <MC>
東日本大震災の被災者に向けて、黙祷が捧げられた[16]。
4. 現代人諸君!!
5. いいひと 〜Do you wanna be loved ?〜
6. SO WHAT?
7. 古の風吹く杜
8. MIYAGI LADY BLUES 〜宮城レディ・ブルース〜
「OSAKA LADY BLUES 〜大阪レディ・ブルース〜」の替え歌であり、歌詞も東北・宮城に関連するフレーズに変更されている[16]。
9. <MC>
10. 大漁唄い込み（宮城県民謡） 〜 MERRY X'MAS IN SUMMER（KUWATA BAND）
宮城県民謡「大漁唄い込み」は「我々のような若手[注 6]はレパートリーがなかなか少ないのでね[注 7]、それをごまかすために宮城の民謡を歌ってみようかと」と前フリとしてジョークを述べたうえで歌唱した。「つなぎですから」と話した通りに「MERRY X'MAS IN SUMMER」とつなげている[16]。「大漁唄い込み」の「エンヤートット」というフレーズは2016年のシングル「君への手紙」でも使われている[50]。
11. スキップ・ビート (SKIPPED BEAT)（KUWATA BAND）
12. BAN BAN BAN（KUWATA BAND）
13. <MC>
メンバー紹介[16]。
14. 風の詩を聴かせて
15. 月
16. 明日晴れるかな
17. <MC>
アントニオ猪木がプロレスラーを引退した際に語った「道」をパロディにし、入場曲「炎のファイター」に乗せサブステージへ移動。原由子が登場した[16]。
18. 栞のテーマ（サザンオールスターズ）
19. My Foreplay Music（サザンオールスターズ）
20. LOVE AFFAIR 〜秘密のデート（サザンオールスターズ）
ここまで原由子との弾き語りセッション。桑田は18曲目の演奏を始める前に「我慢して聴いて、ちょっとサザンやりましょう[注 5]」と述べている[16]。
21. メインステージへ移動 〜 NUMBER WONDA GIRL 〜恋するワンダ〜
22. EARLY IN THE MORNING ～旅立ちの朝～
23. <MC>
24. 明日へのマーチ
1番サビの一節「遠くで」を「東北で」と歌い、歌詞テロップにもそのように表記されている[51]。
25. ハダカ DE 音頭 〜祭りだ!! Naked〜
26. 銀河の星屑
27. 悲しい気持ち (JUST A MAN IN LOVE)
28. 本当は怖い愛とロマンス
29. Let's try again 〜kuwata keisuke ver.〜
30. ENCORE 〜 <MC>
31. それ行けベイビー!!
32. 故郷（桑田によるハーモニカ伴奏）[注 2] 〜 月光の聖者達
桑田によると「故郷」を演奏したシーンがこのライブの中でのハイライトだったとし、Aメロの部分で「観客とステージがぎゅっと共鳴した感じがした」と前述の河北新報でのインタビューで語っている[49][25]。
終盤に日の丸がバックモニターに投影された[注 3][28]。翌年の全国ツアー「I LOVE YOU -now & forever-」でもこの演出が行われている[53]。
33. 祭りのあと
冒頭には「またこの場所で逢う約束をしよう」といった趣旨の歌詞のOverture「約束」が歌われた[28][24]。
この曲以降原もコーラスとして参加。最後のサビの歌詞が一部変更されている[28]。
34. <MC>
35. 希望の轍（サザンオールスターズ）
36. <MC> 〜 ENDROLL
皆の幸せや東北の復興、原発の収束及び子供たちの明るい未来を祈願するという趣旨のもと「一本締め[注 8]」が行われた。退場曲は「明日へのマーチ」である[28]。
37. Documentary of “宮城ライブ ～明日へのマーチ!!～”

## 参加ミュージシャン
- 桑田佳祐:Vocal, Guitar
- 斎藤誠:Guitar
- 中重雄:Guitar
- 角田俊介:Bass
- 河村 "カースケ" 智康:Drums
- 片山敦夫:Keyboards
- 深町栄:Keyboads
- 吉田治:Sax
- 菅坡雅彦:Trumpet
- 栄田嘉彦:Viorin
- 清水美恵:Chorus
- 安奈陽子:Chorus
- 原由子:Special guest & Chorus
- 角谷仁宣:Synth & Programming
- 宮城ライブスペシャルフィルハーモニー交響楽団:Orchestra[注 9]